# Astara (Azerbajdzsán)
Astara város Azerbajdzsán délkeleti részén, az Astarai járás székhelye. 

## Fekvése
A Kaszpi-tenger partján, Irán határán fekszik, egy rövid sétára helyezkedik el az iráni Astara város határától. Astarától nyugatra található a Hirkan Nemzeti Park és a Táles-hegység.

## Története
Astara nevét a 10. század vége körül említették először Astārāb néven, később a 14. században Astara lett az iráni Esfahbad vagy Gīlān Espahbad (-bod) kicsi fejedelemségének székhelye. A 16. és a 18. században Astara tálesi kánjai vagy autonóm, vagy névlegesen alárendeltek voltak Gilan vagy Ardabil kormányzóinak; több alkalommal fontos szerepet játszottak a kaszpi tartományok történetében. 1813 után az oroszok által meghódított Észak-Táles területén a tálesi kánok családja fenntartott bizonyos különleges jogokat. 
Astara a 18. és 19. században a rövid életű Tálesi Kánság része lett, majd rövid ideig a kánság fővárosa is volt, annak Lankaranba költözése előtt. 1828-ban a turkmencsaji szerződés aláírásával, melyben a Perzsa Birodalom elismerte az Orosz Birodalom szuverenitását a Jereváni Kánság, a Nahicseváni Kánság, valamint a Tális Kánság maradványai felett, Astarát két részre osztották, miáltal az Azerbajdzsán területére eső Astara városa az Astara-folyó egyik oldalára, míg az iráni Astara a folyó másik oldalára került.

## Éghajlat, mezőgazdaság
Az Astara közelében lévő Táles-hegység mintegy 100 km hosszú hegylánca az esővel leginkább terhelt régió Azerbajdzsánban. Astara éghajlata nedves és szubtrópusi. A helyi lakosság rizs, tea, citrusfélék és zöldségek termesztésével foglalkozik.

## Közlekedés
A városnak a Baku–Astara-vasútvonalon vasúti összeköttetése van a fővárossal. Egy határon átnyúló vasúti összeköttetés épül Iránnal is, azonban az iráni összekötő út még nem érte el a határt.
Astarának autóbusz összeköttetése is van, a Baku és Teherán közötti járat megáll a városban is.

## Hirkan Nemzeti Park
Astarától nyugatra található a Hirkan Állami Rezervátumból 2004-ben létrehozott Hirkan Nemzeti Park, melynek területét 29.760 hektárról 2008-ban 40.358 hektárra bővítették. A Táles-hegység területén található Hirkan Nemzeti Parkban számos endemikus madárfaj létezik, melyek közt megtalálható a kaszpi cinege (Poecile hyrcanus) egyik alfaja, de gyakori a kaukázusi fácán (Phasianus colchicus colchicus) egyik alfaja is.
Az állatvilág egyik érdekessége volt a kaszpi tigris (Panthera tigris virgata), mely mostanra sajnos már kihalt. Azonban a nagy emlősök közül megtalálható még itt a ritkaságnak számító perzsa leopárd (Panthera pardus saxicolor), valamint többek között a hiúz (Lynx lynx), a barna medve (Ursus arctos), a vaddisznó (Sus scrofa), a kaszpi farkas (Canis lupus campestris), az aranysakál (Canis aureus) és a mocsári macska (Felis chaus) is.

## Nevezetességek
- Astarai Helytörténei Múzeum
- Yanar Bulag - lángoló víz
- Táles-hegység - területén leopárdok élnek.
- Hirkan Nemzeti Park

## Fordítás
- Ez a szócikk részben vagy egészben  az   Astara, Azerbaijan című angol Wikipédia-szócikk ezen változatának fordításán alapul.  Az eredeti cikk szerkesztőit annak laptörténete sorolja fel. Ez a jelzés csupán a megfogalmazás eredetét és a szerzői jogokat jelzi, nem szolgál a cikkben szereplő információk forrásmegjelöléseként.